# Cusco (empresa)
A Cusco é uma empresa fundada em 1977 com sede no Japão, produz partes automotivos, especialmente suspensões e amortecedores.como sons, GPS e centrais eletrônicas.